# Castel Ritaldi
Castel Ritaldi is een gemeente in de Italiaanse provincie Perugia (regio Umbrië) en telt 3134 inwoners (31-12-2004). De oppervlakte bedraagt 22,5 km², de bevolkingsdichtheid is 139 inwoners per km².

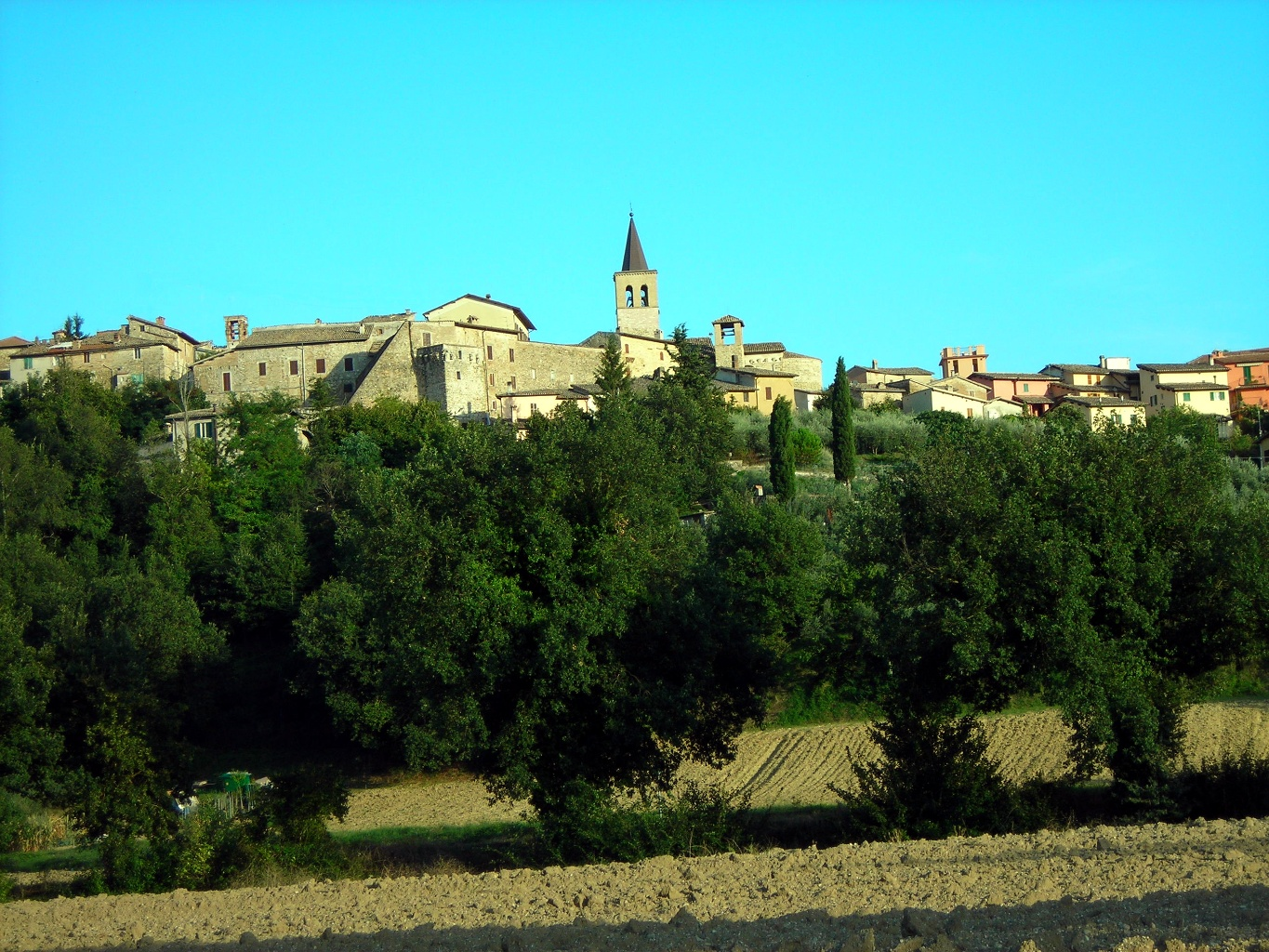
Castel Ritaldi
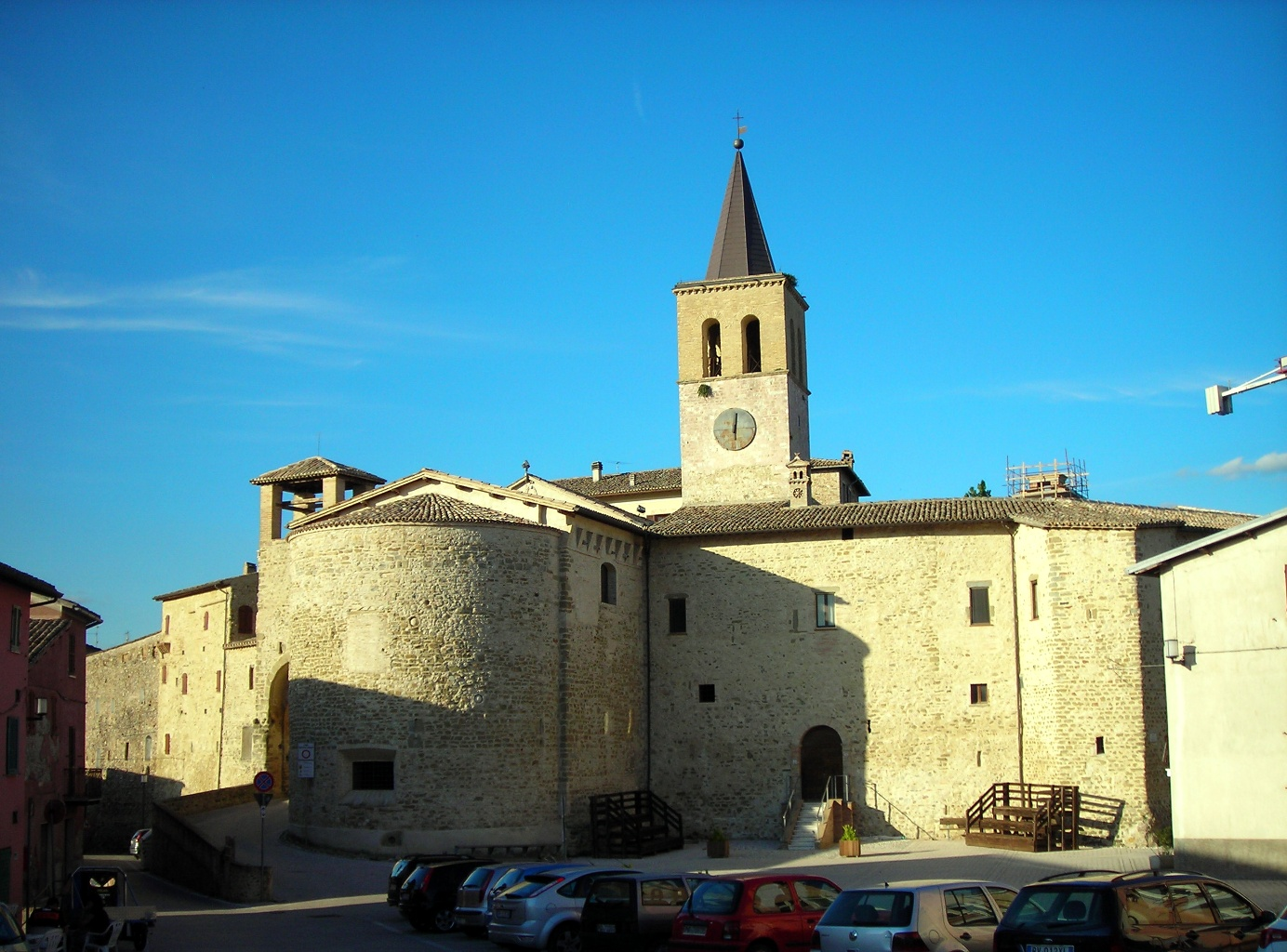
Kasteel in Castel Ritaldi

## Demografie
Castel Ritaldi telt ongeveer 1183 huishoudens. Het aantal inwoners steeg in de periode 1991-2001 met 21,8% volgens cijfers uit de tienjaarlijkse volkstellingen van ISTAT.
| Jaar | Inwoneraantal |
| ---- | ------------- |
| 1991 | 2521          |
| 2001 | 3071          |

## Geografie
De gemeente ligt op ongeveer 297 m boven zeeniveau.
Castel Ritaldi grenst aan de volgende gemeenten: Giano dell'Umbria, Montefalco, Spoleto, Trevi.